# Contract law (Vereinigte Staaten)
Im Recht der Vereinigten Staaten bezeichnet Contract Law ein Rechtsgebiet, das sich mit der Entstehung und den Wirkungen von Verträgen befasst. In den Vereinigten Staaten besteht kein einheitliches Privatrecht, da die Kompetenz hierzu bei den einzelnen Staaten liegt. Dennoch bestehen im contract law große Übereinstimmungen, die im Erbe des englischen common law, der Einführung des Uniform Commercial Code und dem Restatement (Second) of Contracts begründet sind.

## Rechtsquellen
Das US-amerikanische contract law speist sich strukturell weitgehend aus dem Recht und steht in der Tradition des common law. Jeder Bundesstaat hat jedoch sein eigenes common law und somit sein eigenes contract law. Zwar besteht zwar in Form des Uniform Commercial Code UCC ein uniform act, also der Versuch, die verschiedenen bundesstaatlichen Rechte durch Modellgesetze aneinander anzugleichen; die Bundesstaaten haben den UCC jedoch nur in höchst unterschiedlichem Maße übernommen.
Der Art. 2 UCC gilt nur für den Güterkauf (sale of goods). Goods sind alle beweglichen Sachen, d. h. Fahrnis. Einige Regelungen des UCC gelten ferner nur für Kaufleute (merchants); die wichtigsten dieser Regelungen sind:
- S. 2-201(2) UCC als Ausnahme des Statute of Frauds, wenn beide Seiten Kaufleute sind;
- s. 2-205 UCC für ein bindendes Angebot, wenn einer der Antragenden Kaufmann ist;
- s. 2-207(2) UCC für die Wirkung einer modifizierenden Annahme, wenn beide Seiten Kaufleute sind;
- s. 2-314(1) UCC für die implied warranty of merchantability, wenn beide Seiten Kaufleute sind;
- s. 3-403(2) UCC für den gutgläubigen Erwerb, der nur von einem Kaufmann, der mit derlei Gütern Handel treibt, möglich ist.

Das common law regelt damit weiterhin alle übrigen Vertragstypen, wie z. B. den Kauf von Land oder Dienstverträge.

## Vertragsschluss
Zur Entstehung eines Vertrages müssen nach amerikanischem Recht fünf Bedingungen erfüllt sein: 1. offer and acceptance (Angebot und Annahme) 2. consideration (~ Gegenleistung) 3. intention to create legal relations (Rechtsbindungswille) 4. legal capacity (~ Geschäftsfähigkeit) 5. formalities (formelle Voraussetzungen).

### Angebot und Annahme
Sowohl nach Common Law als auch nach UCC ist für das Entstehen eines Vertrages Angebot (offer) und Annahme (acceptance) notwendig. Ein Angebot ist grundsätzlich frei widerruflich. Zu diesem Grundsatz bestehen folgende Ausnahmen:
1. Der Optionsvertrag: hierzu muss der Antragsempfänger (offeree) dem Antragenden (offeror) consideration dafür versprochen haben, dass er das Angebot bis zu einem bestimmten Zeitpunkt offen hält.
2. Der Antrag eines merchant (~ Kaufmanns) nach UCC: Hierfür sind folgende Voraussetzungen notwendig:
  1. der Antragende ist Kaufmann
  2. der Antragende bietet den Kauf oder Verkauf von Gütern unterschrieben in Schriftform an
  3. der Antragende verspricht das Angebot offen zu halten. Gibt das Schreiben kein bestimmtes Datum an, gilt eine reasonable time. Das Angebot kann jedoch nicht länger als drei Monate offen bleiben.
3. detrimental reliance: das Angebot bleibt auch dann offen, wenn der offeror erkennen konnte, dass der offeree zu seinem eigenen Nachteil auf das Angebot vertraut. Ist dies der Fall wirkt das Angebot wie ein Optionsvertrag.
4. Beginn der Vertragserfüllung bei einem unilateral contract offer: Macht der Antragende ein Angebot für einen unilateral contract ist das Angebot ab dem Zeitpunkt für eine angemessene Zeit (reasonable time) nicht mehr widerrufbar (revocable), sobald jemand mit der Erfüllung des Vertrages begonnen hat. Die Annahme erfolgt dennoch erst mit Erfüllung des Vertrages, kann jedoch zu jedem Zeitpunkt davor ihrerseits beendet werden. Der Beginn der Erfüllung ist von bloßen Vorbereitungshandlungen abzugrenzen.

### Consideration(~ Gegenopfer)
Nach englischem Common Law sind gegenseitige Versprechen nur gerichtlich durchsetzbar, wenn sie von consideration (~ Gegenopfer) getragen sind. Im Theorienstreit um die genauen Voraussetzungen von consideration haben sich England und die USA in verschiedene Richtungen entwickelt. Die überwiegende Zahl der US-Gerichte und § 71 Restatement 2nd verlangen für consideration, dass das jeweilige Versprechen „bargained for“ sein muss. Als „bargained for“ gilt ein Versprechen, wenn es im Austausch für ein anderes Versprechen gegeben wurde.
Das Versprechen oder die Leistung wegen eines Versprechens im Gegenzug für eine bereits bestehende Pflicht der Gegenseite ist rechtlich nicht bindend (sog. pre-existing duty). Die Voraussetzung der consideration gilt also insbesondere auch für die nachträgliche Vertragsänderung. Grundsätzlich ist ein Vertrag deshalb nur dann änderbar, wenn die jeweilige Gegenseite im Gegenzug für die Vertragsänderung wiederum neue consideration erhält.
Die neuere Common Law-Doktrin lässt hierzu jedoch einige Ausnahmen zu. Nach § 89 Restatement (2nd) ist ein Versprechen über eine Vertragsänderung auch ohne consideration erzwingbar, wenn es „fair and equitable in view of circumstanes not anticipated“ ist.
Eine noch weitergehende Ausnahme findet sich für den Güterkauf nach dem UCC. Nach UCC § 2-209 sind Änderungen bereits dann möglich, wenn sie „in good faith“ erfolgen. Good faith erfordert regelmäßig legitime Geschäftsinteressen außerhalb der Kontrolle derjenigen Partei, die um Vertragsänderung ersucht.

### Capacityundduress
Fehlende capacity (~ Geschäftsfähigkeit) ist eine defense gegen eine behauptete vertragliche Bindung. Capacity fehlt bei folgenden Personen:
- Minderjährige,

- Geistige Behinderung (mental incapacity) und

- intoxication (Rauschzustand).

Ferner sind Verträge anfechtbar (voidable), wenn sie unter Zwang (duress) oder undue influence zustande gekommen sind.

### Statute of Frauds
In Anlehnung an ein englisches Gesetz werden die Regeln zu Formerfordernissen bis heute als Statute of Frauds bezeichnet. Die Schriftform kann deshalb Erfordernis für folgende Vertragstypen sein:
1. Verträge, die nicht innerhalb eines Jahres nach Vertragsschluss vollständig erfüllt werden können,
2. Hochzeit,
3. Verträge über Land,
4. Verträge mit executors und administrators eines estates  (~Erbschaftsverwalter, z. B. Testamentsvollstrecker usw.),
5. Verträge über den Kauf von Gütern im Wert von mindestens 500 $,
6. Bürgschaftsverträge (suretyship).

Ein Vertrag über $500 über den Kauf von Gütern muss nicht den Anforderungen des Statute of Frauds genügen, wenn
1. die Gegenpartei im Hauptverfahren (trial) das Bestehen des Vertrages zugesteht.
2. die Güter received und accepted sind und der Käufer den Kaufpreis gezahlt hat;
3. die Güter unsuitable for resale in the seller's regular course of business sind (UCC 2-201(3)).

Das Statute of Frauds ist nicht anwendbar bei einem Kaufvertrag über Land, wenn conveyance vorliegt oder zwei aus drei der folgenden Voraussetzungen vorliegen (part performance doctrine):
1. eine (An)zahlung auf den Kaufpreis,
2. Besitz des Landes und/oder,
3. der Käufer Verbesserungen des Landes vorgenommen hat.

Gerichte können sich zuletzt weigern, einen Vertrag zu erzwingen, wenn sie ihn für unconscionable halten.

### Übersicht der Unterschiede zwischenCommon LawundUniform Commercial Code(UCC)
|                  | Common Law                                                    | UCC                                                           |
| ---------------- | ------------------------------------------------------------- | ------------------------------------------------------------- |
| Annahme          | mirror image rule                                             | Annahme kann von Angebot abweichen (battle of forms)          |
| Annahme          | bilateral: nur durch Versprechen, unilateral: durch Erfüllung | Stets durch Absendung der Ware bzw. Versprechen der Absendung |
| Vertragsänderung | consideration grundsätzlich erforderlich                      | good faith ausreichend                                        |
| Vertragsbruch    | material breach                                               | perfect tender rule                                           |

## Vertragsinhalt,Merger Clauseund dieParol Evidence Rule
Als integration bezeichnet das US-Recht die Fixierung eines Vertrages in Schriftform in der Absicht, dass er den vollen und abschließenden Inhalt des bargains (~ Geschäftsverhandlung) widerspiegelt. Ist ein Vertrag integrated, sind andere (extrinsische) Beweismittel als die Vertragsurkunde selbst zum Beweis des Inhalts des Vertrages ausgeschlossen. Dies bezeichnet man als die parol evidence rule (IPA: ˈpæɹ.əl).
Ein Vertrag kann fully integrated und partially integrated sein. Im Falle von partial integration sind weitere Beweismittel nur zulässig, wenn sie consistent mit dem Vertragsinhalt der Vertragsurkunde sind. Full integration wollen die Parteien meist durch eine sog. merger clause sicherstellen. Dies ist die ausdrückliche Bestimmung, dass die vorliegende Vertragsurkunde den vollen und abschließenden Inhalt des Vertrages wiedergibt.

## Vertragsauslegung undPlain Meaning Rule
Zahlreiche Bundesstaaten der USA haben aus dem englischen common law die sog. plain meaning rule übernommen. Nach dieser Regel sind Verträge ohne extrinsische Hilfsmittel so auszulegen, wie sie in gewöhnlicher Rede benutzt werden. Der Bundesstaat New York gilt als wichtigster Vertreter dieser Regel. Der Bundesstaat Kalifornien lehnt die Regel zurückgehend auf das Votum Roger J. Traynor in Pacific Gas & Elec. Co. v. G. W. Thomas Drayage hingegen ab und tendiert zum Kontextualismus.

## Vertragsbruch
Ein Vertrag gilt als gebrochen (breach), wenn der Versprechende (promissor) eine Pflicht zur Erfüllung des Vertrages hat und er dieser Pflicht nicht nachkommt. Der Versprechungsempfänger kann nur dann gegen den Vertragsbruch klagen, wenn er selbst willens und fähig ist, den Vertrag zu erfüllen. Die Regime bei Vertragsbruch unterscheiden sich erheblich zwischen UCC und common law. Nach common law unterscheidet man zwischen kleineren (minor) und wesentlichen (material) Vertragsbrüchen. Der Versprechensempfänger kann hiernach nicht klagen, wenn er im Wesentlichen das erhält, was ihm nach dem Vertrag zusteht (doctrine of substantial performance).
Für den Güterkauf nach dem UCC gilt hingegen die perfect tender rule. Jegliche Abweichung vom vertraglichen Versprechen gilt hiernach als Vertragsbruch. Folge eines Vertragsbruches ist, dass der Käufer eine Lieferung von Gütern vollständig oder teilweise ablehnen kann (right to reject). Ist für die Lieferung ein Lieferdatum vereinbart und liefert der Verkäufer vor dieser Zeit, steht ihm ausnahmsweise nach reasonable notice an den Käufer ein erneutes Lieferangebot zu machen (right to cure).
Ausnahmsweise steht dem Verkäufer ferner ein right to cure selbst bei Lieferung nach der vereinbarten Lieferzeit zu, wenn er vernünftigerweise (reasonably) davon ausgehen konnte, dass die Lieferung acceptable with or without money allowance sein würde (UCC § 2-508). Ob er dies erwarten kann, hängt 1. von früheren Geschäften (prior dealings) oder Handelsbräuchen (trade practices) oder 2. seiner Möglichkeit trotz handelsüblicher Sorgfalt vom Defekt der Ware zu wissen, ab.
Bei einem Dauerlieferungsvertrag gilt die perfect tender rule nur eingeschränkt: Hier kann der Käufer die Ware nur dann zurückweisen (reject), wenn ihr Wert wesentlich beeinträchtigt ist. Ebenso gilt nur der gesamte Vertrag als gebrochen, wenn hierdurch der Wert des gesamten Vertrages beeinträchtigt wird.

## Rechtsmittel bei Vertragsbruch(remedies)
Das US-Recht lässt in der Tradition des common law bei Vertragsbruch grundsätzlich nur Schadensersatz in Geld, sog. damages zu. Die Erfüllung des Vertrages durch Erbringung der Gegenleistung ist nicht vorgesehen und kann gerichtlich nicht erzwungen werden. Zu diesem Grundsatz bestehen einige Ausnahmen. Die wichtigste ist die specific performance. Hierbei handelt es sich um ein Rechtsmittel in equity. Specific performance kann das Gericht anordnen, wenn das remedy in law nicht ausreichend ist. Das wichtigste Beispiel in der Praxis ist der Kauf von Land. Specific performance ist nie zulässig bei Verträgen über Dienstleistungen (service contracts).
Eine weitere Ausnahme vom Prinzip des Schadensersatzes in Geld stellt die injunction (auch injunctive relief) dar. Durch diese kann ein Gericht vor einem eigentlichen Zivilprozess einer Partei ein bestimmtes Handeln verbieten. Im Falle des Bruchs eines Vertrages über Dienstleistungen kann so die vertragstreue Partei der vertragsbrüchigen Partei verbieten lassen, ihre Dienste bei einem Konkurrenten zu erbringen. Es handelt sich somit um eine Art einstweiligen Rechtsschutz. Da es sich auch hier um ein Rechtsmittel in equity und nicht in law handelt, kann über einen solchen Antrag jedoch keine Jury urteilen.
Gegen die specific performance kommen besondere folgende defenses in Betracht:
1. laches: der Kläger hat die Klage unnötig verzögert und dadurch den defendant geschädigt;
2. unclean hands: der Kläger hat sich selbst in irgendeiner Weise nicht redlich verhalten;
3. Verkauf an einen bona fide purchaser: Die Kaufsache wurde mittlerweile an einen Dritten for value and in good faith verkauft.

## Drei-Personen-Verhältnisse
Auch Nicht-Parteien können nach US-Recht vertragliche Recht und Pflichten haben. Drei-Personen-Verhältnisse treten in folgenden Konstellationen auf:
- Der Vertrag zugunsten Dritter,
- Abtretung (assignment), Schuldübernahme und Novation sowie
- Die Übertragung des title (formale Stellung vergleichbar dem Eigentum) an einen Käufer.

Der Käufer eines requirement contracts kann nur dann an einen Dritten abtreten, wenn der Zessionar in good faith zusichert, die bisherigen Liefermengen nicht zu ändern (UCC §2-306).